# Hospital Padre Hurtado
El hospital Padre Hurtado es un hospital público de Santiago de Chile, ubicado en la comuna de San Ramón. Forma parte de la red asistencial del Sistema de Salud Metropolitano Sur Oriente, pero dotado de personalidad jurídica y patrimonio propio, distinto de los Servicios de Salud a que se refiere el Decreto Ley Nº 2763, de 1979.
El hospital Padre Hurtado es un recinto hospitalario de mediana complejidad (Tipo 2), de carácter experimental, cuyo hospital base es el Hospital Sótero del Río. Dependiente del Ministerio de Salud, tiene como misión atender preferentemente a las personas de las comunas de La Granja, San Ramón y La Pintana, comunas que representan una población estimada de 425.000 habitantes.
El hospital ofrece atención en diversas áreas de la salud como ginecología, obstetricia, neonatología, pediatría, atención de adultos, con atención ambulatoria de especialidad, hospitalización de medicina y cirugía, y hospitalización de cuidados críticos (cuidados intensivos e intermedios). El establecimiento realiza la atención ambulatoria de especialidades a través del Centro de Referencia de Salud (CRS), donde también se realizan los procedimientos y exámenes de laboratorio e imagenología. 

## Historia
La historia de este centro asistencial se remonta a mediados de los años sesenta, cuando se realizó un importante cabildo de regidores en la antigua comuna de La Granja, en el cual los asistentes plantearon la construcción de un hospital para cubrir las necesidades de asistencia sanitaria. En esos años, La Granja estaba formada por las actuales comunas de La Granja, La Pintana y San Ramón, mismos municipios a los cuales debe atender hoy el Hospital Padre Hurtado. Los habitantes de esta zona aumentaron como resultado de los programas habitacionales estatales. Los terrenos de propiedad del Servicio Nacional de Salud eran escasos en esta zona y el único que se podía utilizar se encontraba donde hoy se ubica la Municipalidad de San Ramón, pero resultaba muy pequeño. Al dividirse la antigua comuna de La Granja en 1984, el fundo La Bandera, que había pertenecido a la familia Claro Valdés, pasó a la comuna de San Ramón, incluida la otrora hermosa casona patronal, que en 1981 quedó en ruinas, producto de un incendio. 
Una parte de este terreno, correspondiente justamente a la manzana de la casona, comenzó a ser visto como el mejor lugar para ubicar el hospital. Por esta razón, las autoridades de la época acordaron una permuta entre este y el perteneciente al Servicio de Salud. El intercambio se concretó el 11 de febrero de 1986, quedando establecido un acápite según el cual el terreno de la antigua casona solamente podía ser utilizado para la construcción del hospital, en un plazo de cinco años. Durante todo el tiempo transcurrido antes de la definición del lugar y desde ahí en adelante, los dirigentes sociales se movilizaron para demandar la pronta construcción del hospital. Esa lucha la mantuvieron unidos, pese a la separación territorial de sus comunas. 
Las asambleas sociales eran frecuentes, como también las manifestaciones frente al paradero 28 de Santa Rosa a finales de la década del 80.El plazo fatal para construir el hospital y no perder el terreno asignado, se cumplía en 1991 cuando aún las nuevas autoridades estaban recién haciéndose cargo de un sector público de salud muy deteriorado, en particular en el área sur oriente de la Región Metropolitana. La construcción obedeció a la creciente demanda de la población y a la necesidad de aumentar tanto la oferta de camas como la atención de especialidades que se circunscriben a este Servicio, ya que esta área presentaba el mayor déficit del país en relación con la cantidad de habitantes. Las gestiones del nuevo director del Sistema de Salud Metropolitano Sur Oriente, doctor Ernesto Behnke, y de los dirigentes sociales para rescatar el terreno dieron sus frutos, mientras se afinaba el proyecto arquitectónico y se licitaba la construcción, que comenzó en diciembre de 1995. Finalmente el centro hospitalario fue inaugurado por el presidente de la República, Eduardo Frei Ruiz-Tagle, el 9 de noviembre de 1998.
El hospital lleva su nombre en honor al sacerdote jesuita San Alberto Hurtado, beatificado en 1994 por el Papa pontífice y posteriormente canonizado en 2005 por el Papa Benedicto XVI.